# Lilliesleaf
Lilliesleaf est un village situé dans les Scottish Borders en Écosse.